# Cratere Walter
Walter è un cratere lunare di 1,26 km situato nella parte nord-occidentale della faccia visibile della Luna.